# Mulla Sadra

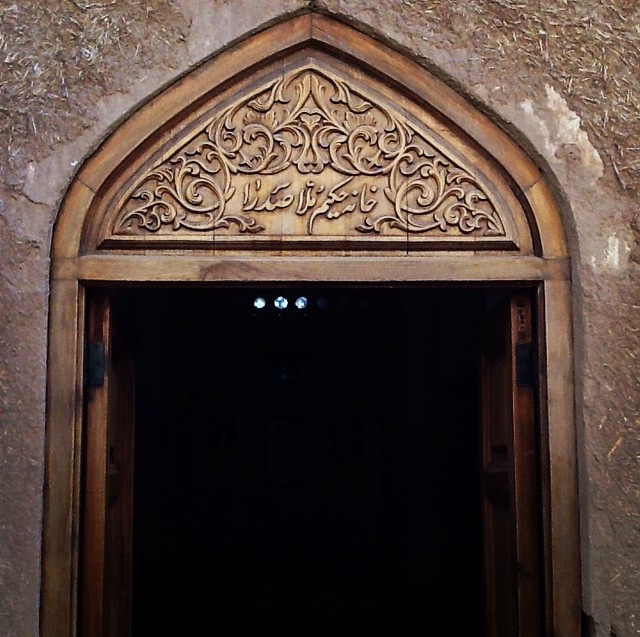
Ingången till Mulla Sadras hus i Kahak, Qom.

Mulla Sadra (persiska: ملاصدرا) även kallad Sadr al-din Shirazi, född 1571, död 1640, persisk teosof ('arif) som ledde den shiitiska teosofinns förnyelse i 1600-talets Persien. Hans tankesystem går under namnet den "transcendenta visdomen" (al-hikmat al-muta’liyah). 
Mulla Sadra föddes i Shiraz i dagens Iran och fick sin högre utbildning i Isfahan. Under en femton år lång khalwat eller "avskildhet" i en by utanför staden Qom fick han starka andliga upplevelser och omvändes till mystiken. Han återvände därefter till Shiraz där han fortsatte att undervisa i flera år. Han avled under en pilgrimsfärd till den heliga staden Mecka och begravdes i Irak. 
Mulla Sadra är författare till minst femtio verk, varav det mest berömda är al-Asfar al-arba (Fyra resor). 
Mulla Sadra betraktas som en av landets främsta teosofer genom historien och hans tänkande har varit ämnet för flera internationella konferenser sedan 1991.